# Danau Liang
Danau Liang is een bestuurslaag in het regentschap Lebong van de provincie Bengkulu, Indonesië. Danau Liang telt 389 inwoners (volkstelling 2010).